# I Puffi Dance Party
I Puffi Dance Party (The Smurfs Dance Party) è un videogioco musicale pubblicato dalla Ubisoft per Wii nel 2011. Il videogioco è ispirato al fumetto I Puffi ed è basato sul celebre videogioco Just Dance. Il giocatore può scegliere fra venticinque brani (fra cui One of the Boys di Katy Perry e Barbra Streisand di Duck Sauce) e può controllare uno fra i vari personaggi del fumetto.